# バート・ベルクツァバン

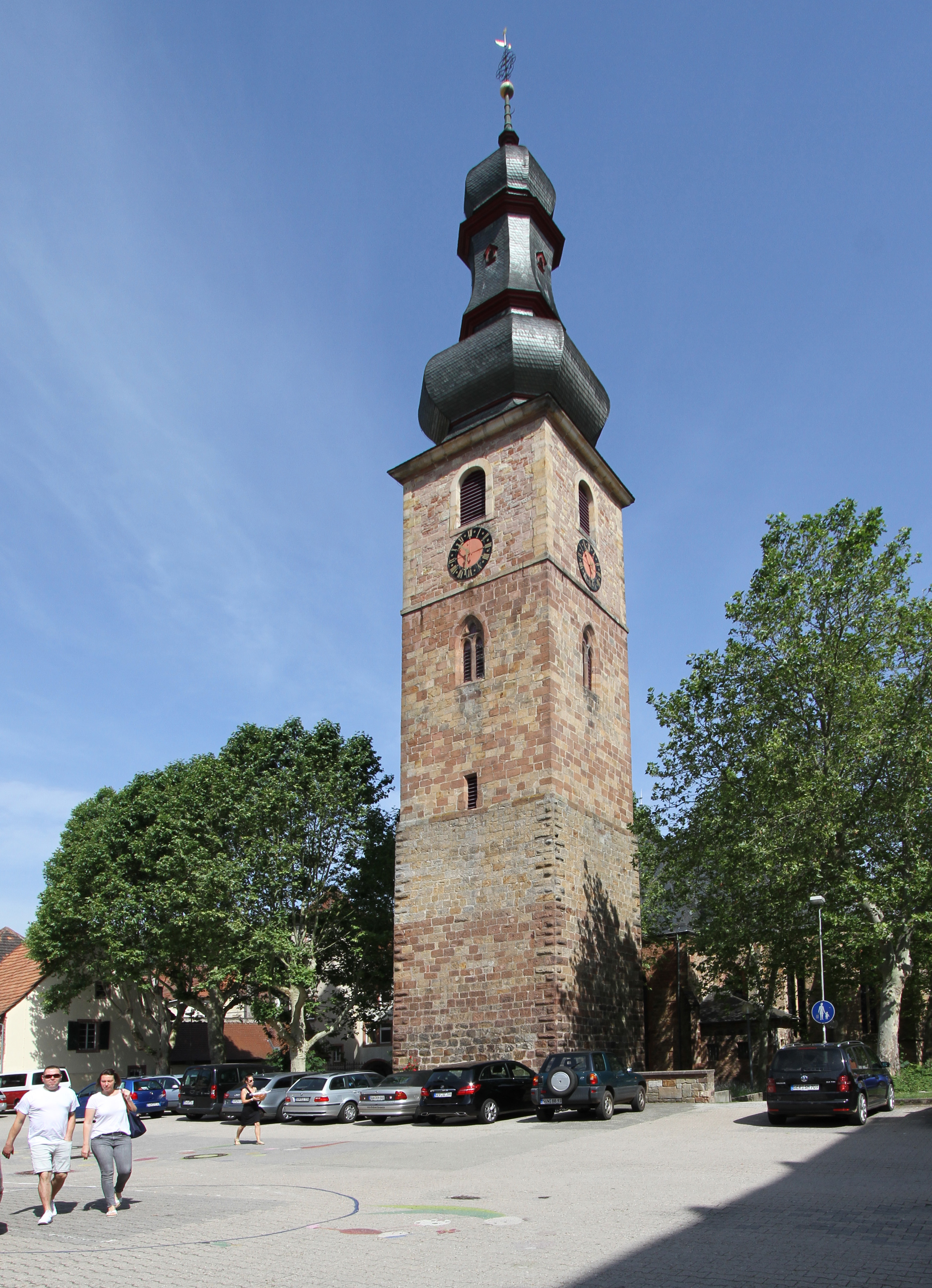
Bad Bergzabern

バート・ベルクツァバン (独: Bad Bergzabern) はドイツ連邦共和国 ラインラント＝プファルツ州ズュートリヒェ・ヴァインシュトラーセ郡の市。バート・ベルクツァバン連合自治体 (独: Verbandsgemeinde Bad Bergzabern) の行政庁所在地となっている。
ドイツワイン街道沿い、フランスとの国境付近、ランダウの南東約15kmに位置する。
1793年10月3日、この地でフランス革命戦争の一戦であるベルクツァバンの戦いが行われた。

## 姉妹都市
- アンベルク(Amberg) （ドイツ）
- リヒテンフェルス(Lichtenfels) （ドイツ ）